# ベティ・ゴー-ベルモンテ駅
ベティ・ゴー-ベルモンテ駅（ベティ・ゴー-ベルモンテえき、英語: Betty Go-Belmonte station）は、フィリピン・マニラ首都圏のケソン市にあるマニラLRT2号線の駅である。駅名は近くを通るベティ・ゴー-ベルモンテ通りに由来しており、その通り名は元下院議長フェリシアーノ・ベルモンテ・ジュニアの故妻でフィリピン・スター誌の創刊者であるベティ・ゴー＝ベルモンテに由来している。

## 歴史
- 2004年4月5日：ボストン駅として開業。
- 日程不明：ベティ・ゴー-ベルモンテ駅に改称。

## 駅構造
相対式ホーム2面2線を有するを有する高架駅である。

## 駅周辺
- Cubao Cathedral
- Holy Buddhist Temple
- Religious of the Virgin Mary Motherhouse
- Kalayaan College.